# Segregation (Genetik)
Als Segregation (von lat. segregare ‚entfernen‘, ‚trennen‘) wird in der Genetik gemäß der 2. Mendelschen Vererbungsregel (Spaltungsregel) die Aufspaltung von Erbanlagen mütterlicher und väterlicher Herkunft bezeichnet. Diese erfolgt in der Regel durch eine zufällige Verteilung homologer Chromosomen bei der Meiose. Es gibt aber auch Fälle, in denen die Segregation nicht dem Zufall folgt und daher die 2. Mendelsche Regel verletzt wird (Meiotic Drive, nicht-zufällige Segregation von Chromosomen). Die Segregation führt dazu, dass bei der geschlechtlichen Fortpflanzung die Gameten (Geschlechtszellen) eines Lebewesens genetisch verschieden ausgestattet sind, und folglich auch die Nachkommen.
Neben diesem ursprünglichen Wortgebrauch, der sich auf zunächst nicht materiell gedachte Erbanlagen bezieht, wird in abgeleiteter Weise auch die Trennung der homologen Chromosomen, also der materiellen Träger, bei der Meiose als Segregation bezeichnet.
Des Weiteren bezeichnet Segregation auch die Aufteilung von Plasmiden bei der Teilung prokarytischer Zellen.
Unter somatischer Segregation wird eine irreguläre Verteilung von Chromosomen bei gestörten Mitosen verstanden.